# 5e régiment de chasseurs à cheval

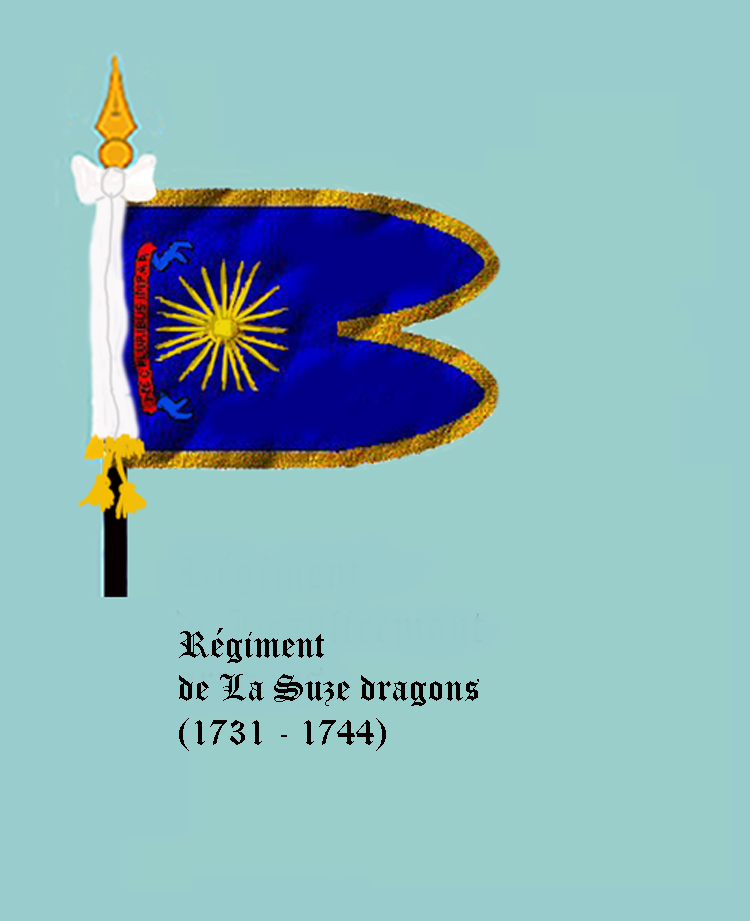
Standarte des Régiment de La Suze dragons

Das 5e régiment de chasseurs à cheval (5. Regiment Jäger zu Pferde) war eine Einheit der leichten Kavallerie der französischen Armee. Das Regiment wurde 1675 aufgestellt und 1994 in Périgueux aufgelöst.

## Aufstellung
Zu Beginn bestand ein Dragonerkorps, das zusammen mit einem Korps von Irregulären 1675 von einem Herrn d’Audigeau (oder möglicherweise d’Audijos) aus der Gascogne als Kavalleriekorps kommandiert wurde. Am 13. März 1676 stellte er daraus ein reguläres Dragonerregiment auf.
Mit den disziplinären Maßnahmen von Kriegsminister Louvois nicht einverstanden, verließ der Monsieur d’Audigeau sein Regiment in Sizilien. Es wurde daraufhin an Alexis Bidal, baron d’Asfeld gegeben, der es von unliebsamen Elementen zu säubern und zu reorganisieren hatte.
Von 1675 bis 1787 führte es die unterschiedlichen Namen der jeweiligen Regimentsinhaber.
- 1788: Umwandlung in ein Regiment Jäger zu Pferde und Umbenennung in „Chasseurs du Hainaut“.
- 1791: Umbenennung in „5e régiment de chasseurs“
- 1814: Umbenennung in „Régiment des chasseurs d’Angoulême“
- 1815: Umbenennung in „5e régiment de chasseurs“ während der Herrschaft der Hundert Tage. Am Jahresende aufgelöst.
- 1816: Wiederaufstellung in Avignon als „Régiment de chasseurs du Cantal“
- 1825: Umbenennung in „5e régiment de chasseurs“
- 1831: Umwandlung in das „5e régiment de lanciers“ (5. Ulanenregiment) mit Übernahme des Personals des 10e régiment de chasseurs à cheval
- 1927: Auflösung
- 1964: Neuaufstellung als „5e régiment de chasseurs à cheval“
- 1994: Auflösung in Périgueux

## Mestres de camp/Colonels/Chefs de brigade
Mestre de camp war die Rangbezeichnung für den Regimentsinhaber und/oder den tatsächlichen Kommandanten. Sollte es sich bei dem Mestre de camp um eine Person des Hochadels handeln, die an der Führung des Regiments kein Interesse hatte (wie z. B. der König oder die Königin) so wurde das Kommando dem Mestre de camp lieutenant (oder Mestre de camp en second) überlassen. Die Bezeichnung Colonel wurde von 1791 bis 1793 und ab 1803 geführt, von 1793 bis 1803 verwendete man die Bezeichnung Chef de brigade. Ab 1791 gab es keine Regimentsinhaber mehr.
- 1676: Alexis Bidal, baron d’Asfeld
- 1678: Benoìt Bidal, baron d’Asfeld
- 1696: Chevalier d’Hautefort
- 1709: Comte de Saumery
- 1731: Comte de la Suze
- 1744: Claude François Bidal, 1er marquis d’Asfeld
- 1749: Vicomte de Thyanges
- 1761: Chevalier de Chapt de Rastignac
- 1764: Comte de Belzunce
- 1782: Comte dann 1785 Vicomte de Ségur
- 1792: Colonel Jean Nicolas de Monard
- 1806: Pierre Bonnemains
- 1907: Boyer
- 29. Juli 1911 bis 20. Oktober 1914:  Colonel Hennocque
- 1924: Olivier Ruffier d'Epenoux
- 1964: de Quatrebarbes
- 1965: Bouyx
- 1968: Rabany
- 1970: Pierrard
- 1972: Guinard
- 1974: Berest
- 1976: Beaussant
- 1978: Merle
- 1980: Urvoy
- 1982: Gombeaud
- 1984: Ceccaldi
- 1986: Colonel de Froissard de Broissia
- 1988: Colonel de Courrèges
- 1990: Colonel Tartinville
- 1992: Colonel Garrigou Grandchamp

## Garnisonen
- 1814 bis 1815: Libourne
- 1831 bis ?   : Chalons-sur-Marne
- 1838 bis ?   : Moulins
- 1896 bis 1897: Rambouillet
- 1898 bis 1907: Neufchâteau (Vosges)
- 1908 bis 1919: Chalons-sur-Marne
- 1919 bis 1927: Senlis (Oise)
- 1964[2] bis 1994: Périgueux

## Frühere Uniformen

Uniformen
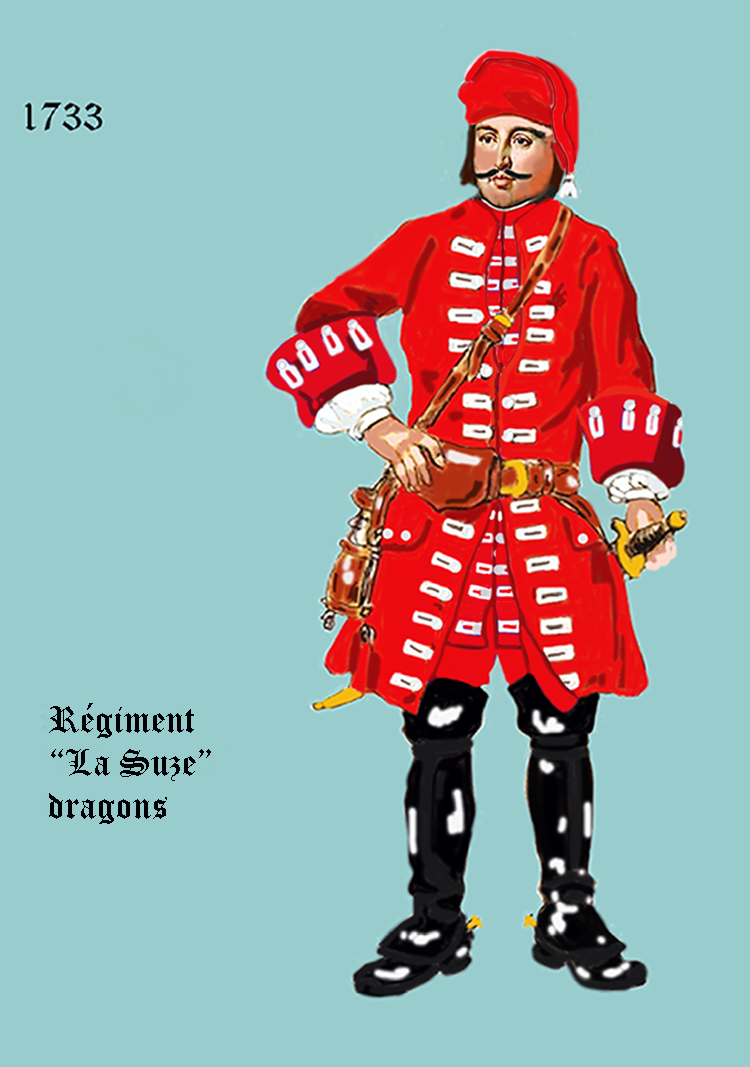
Régiment de La Suze dragons 1733–1744
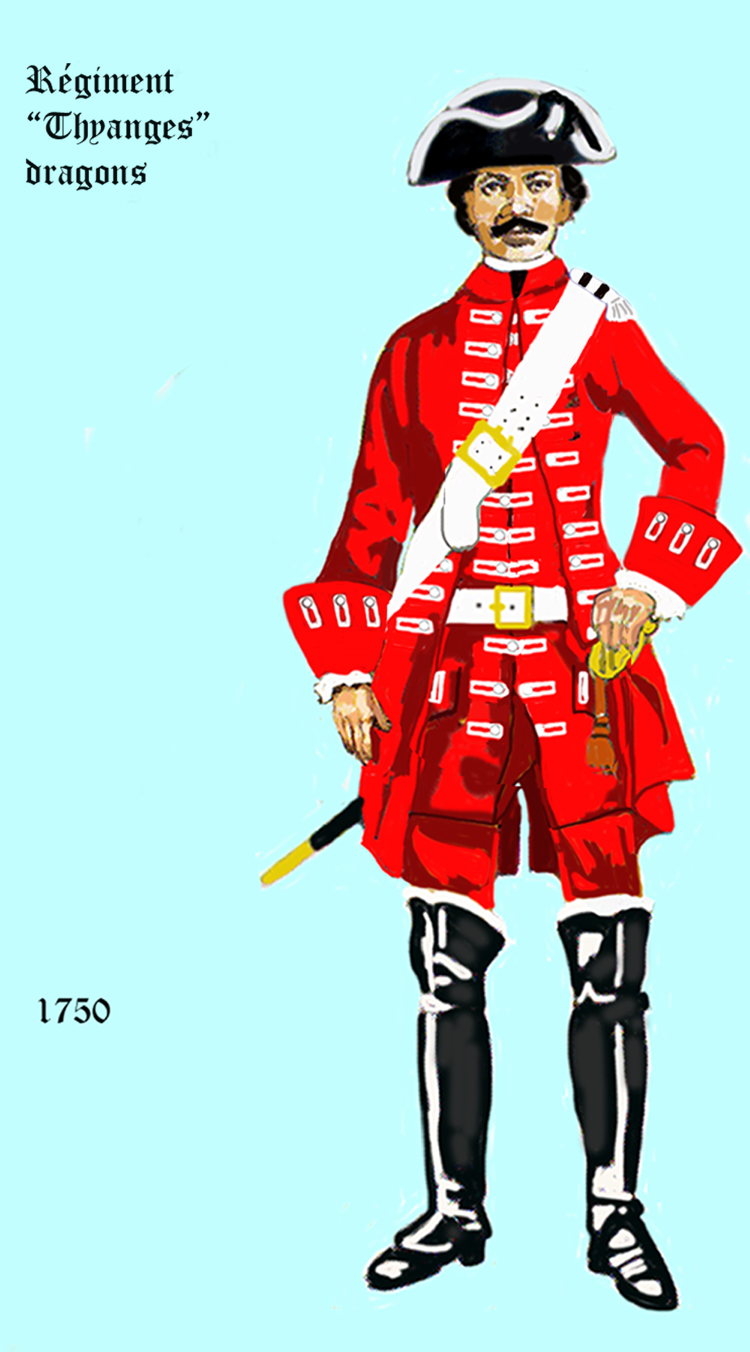
Régiment de Thyanges dragons 1750–1761
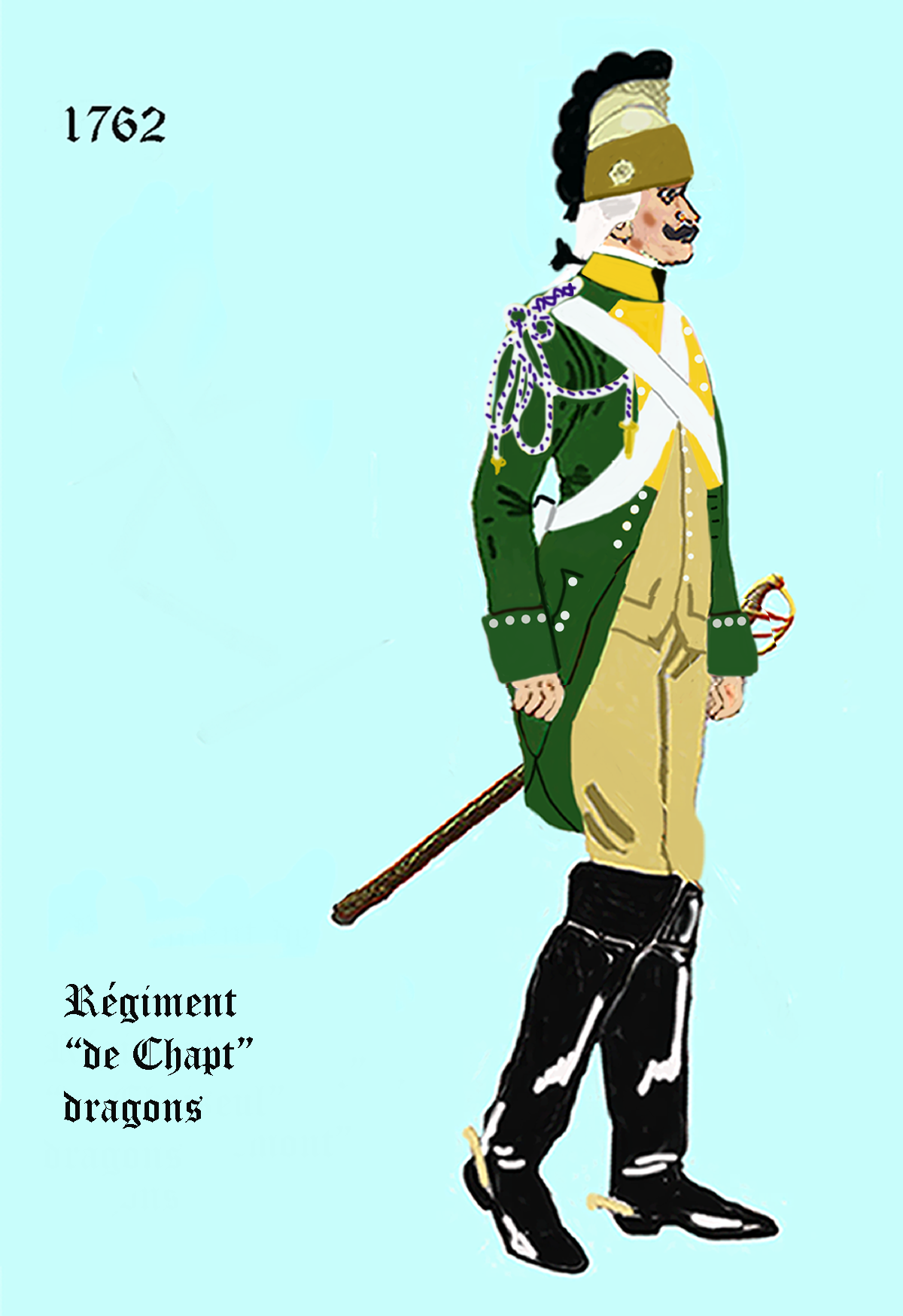
Régiment de Chapt dragons 1762–1763
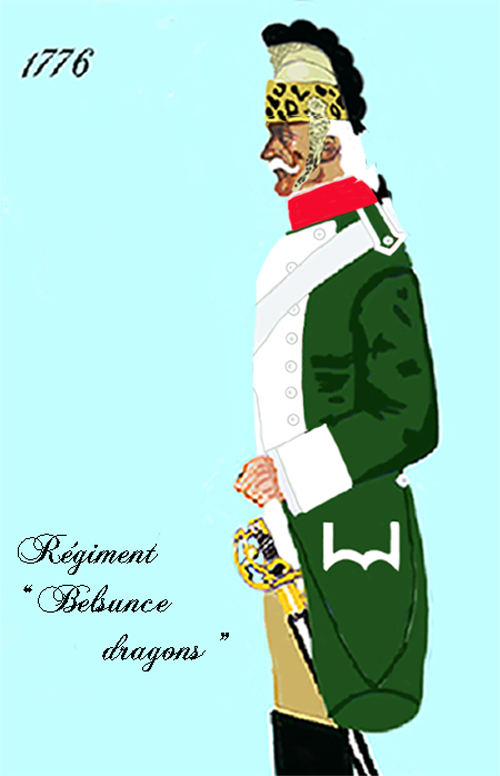
Régiment de Belsunce dragons 1776–1779
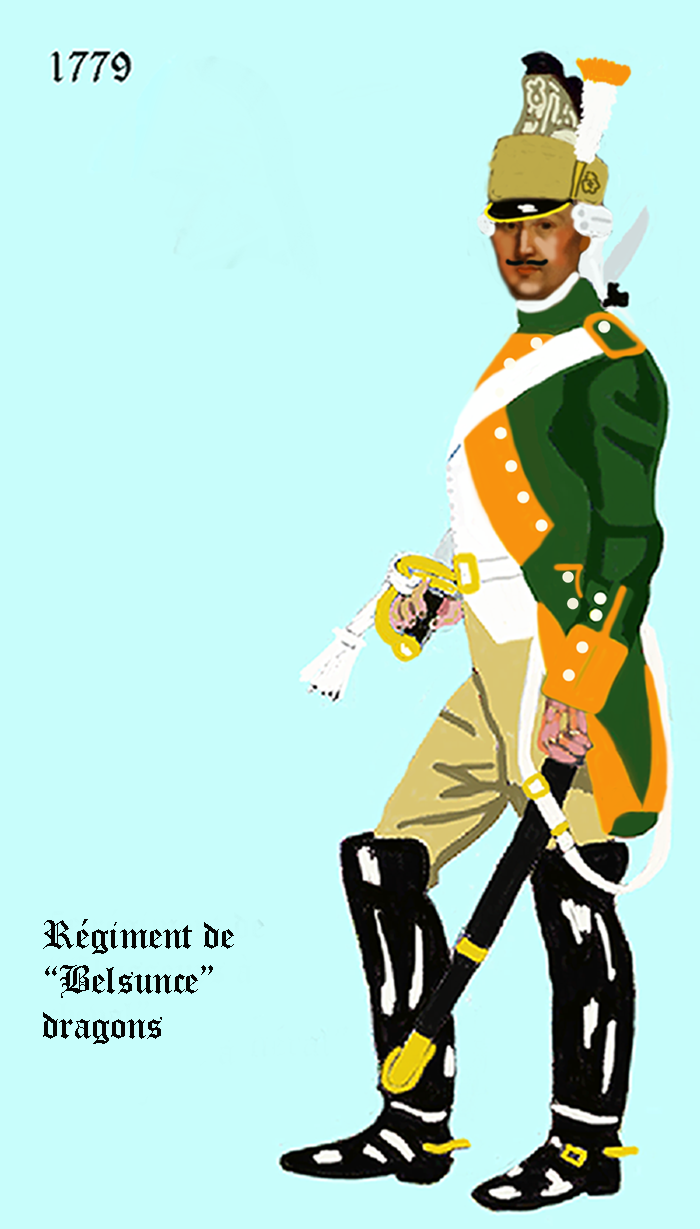
1779–1786
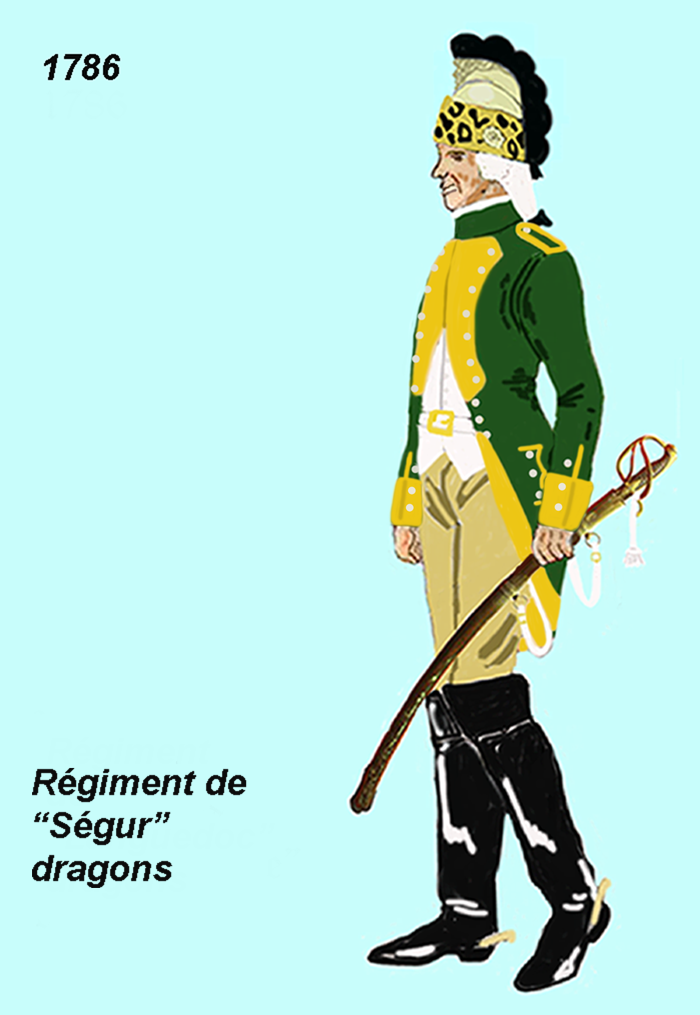
Régiment de Ségur dragons 1786–1788
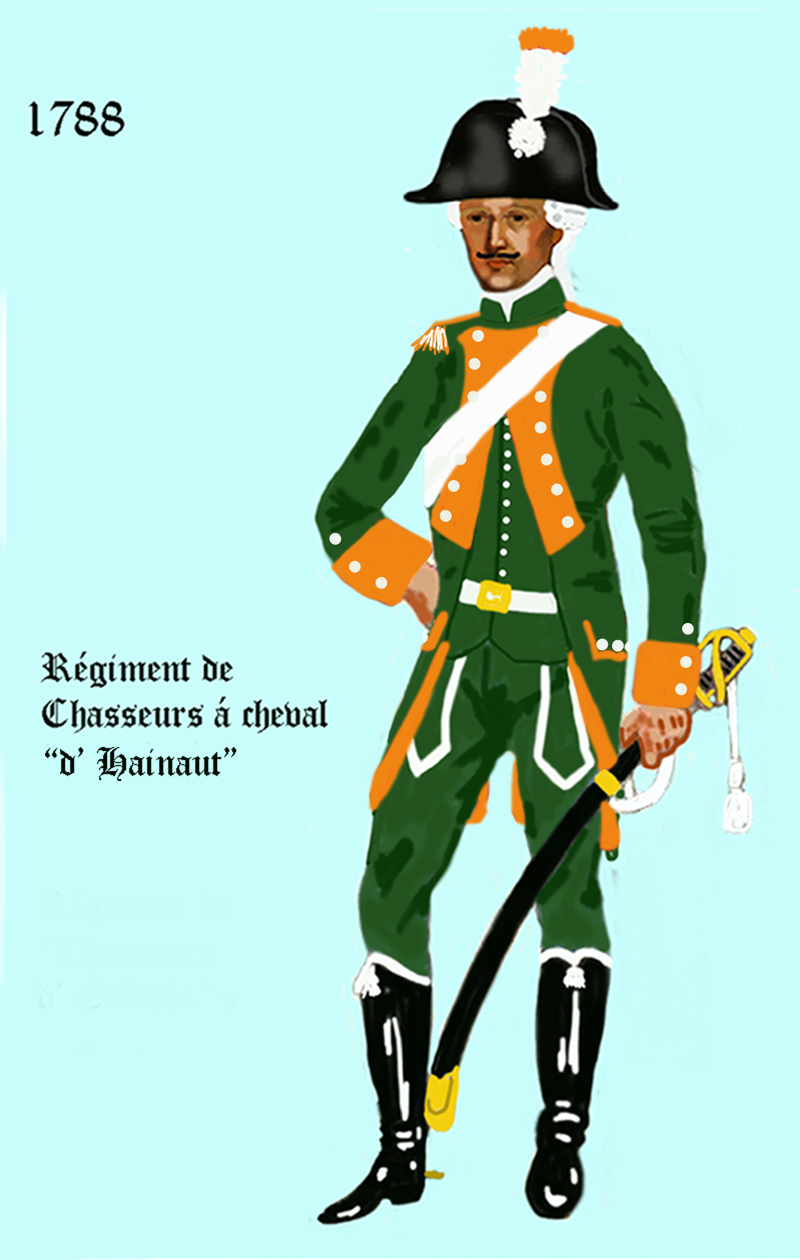
Régiment de chasseurs à cheval de Hainaut 1788–1789
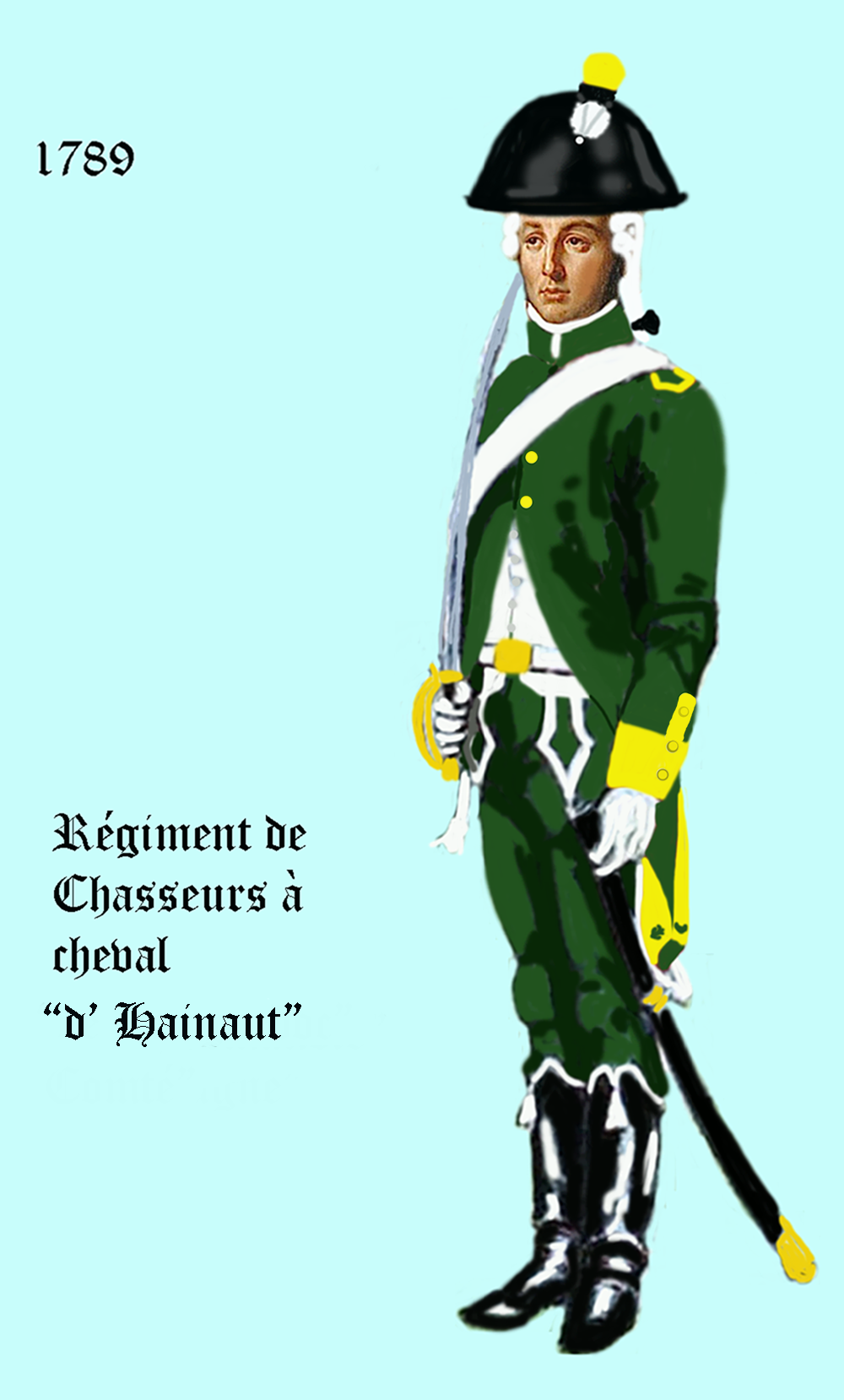
Régiment de chasseurs à cheval de Hainaut 1789–1791
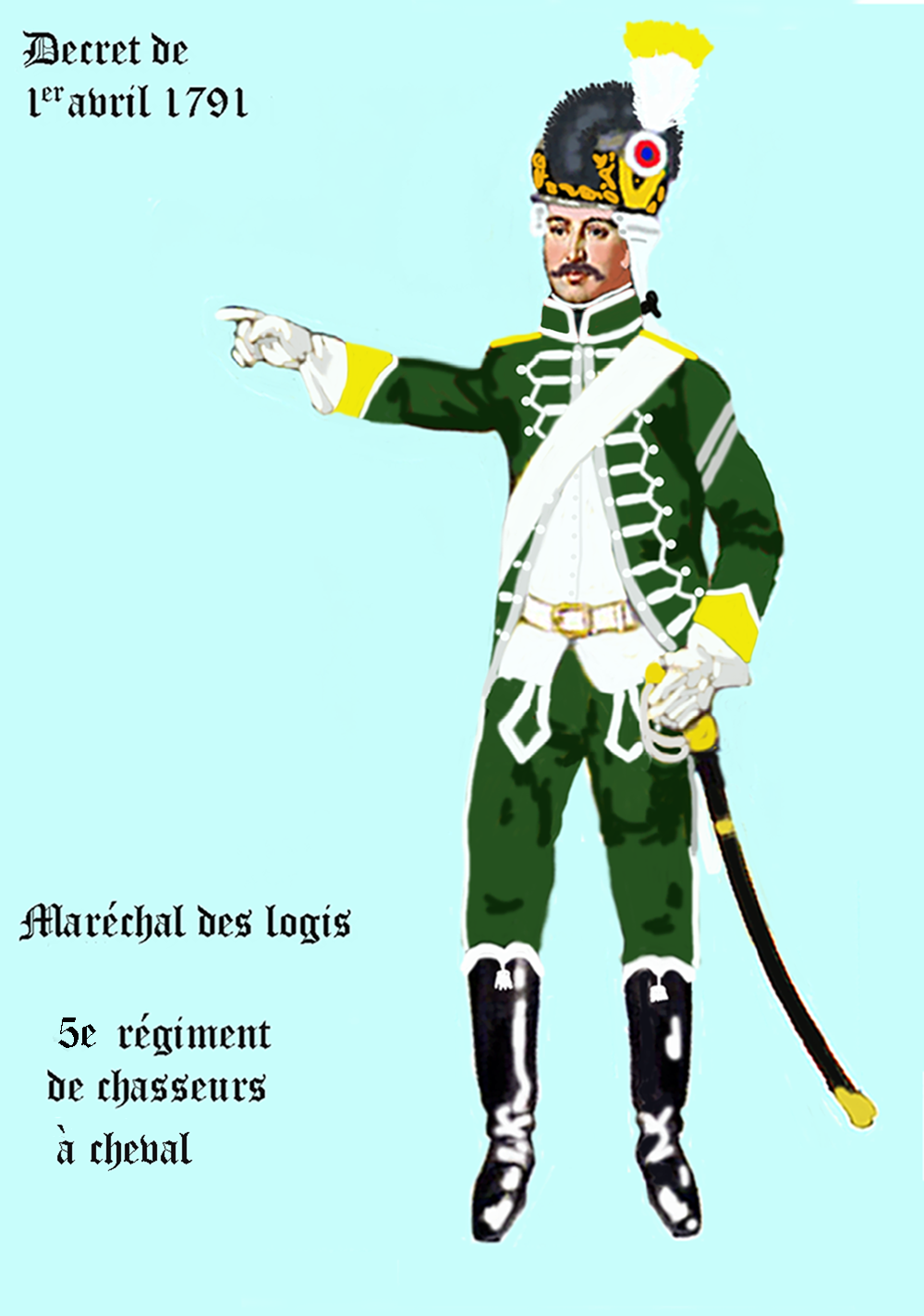
5e régiment de chasseurs à cheval per Dekret von 1791

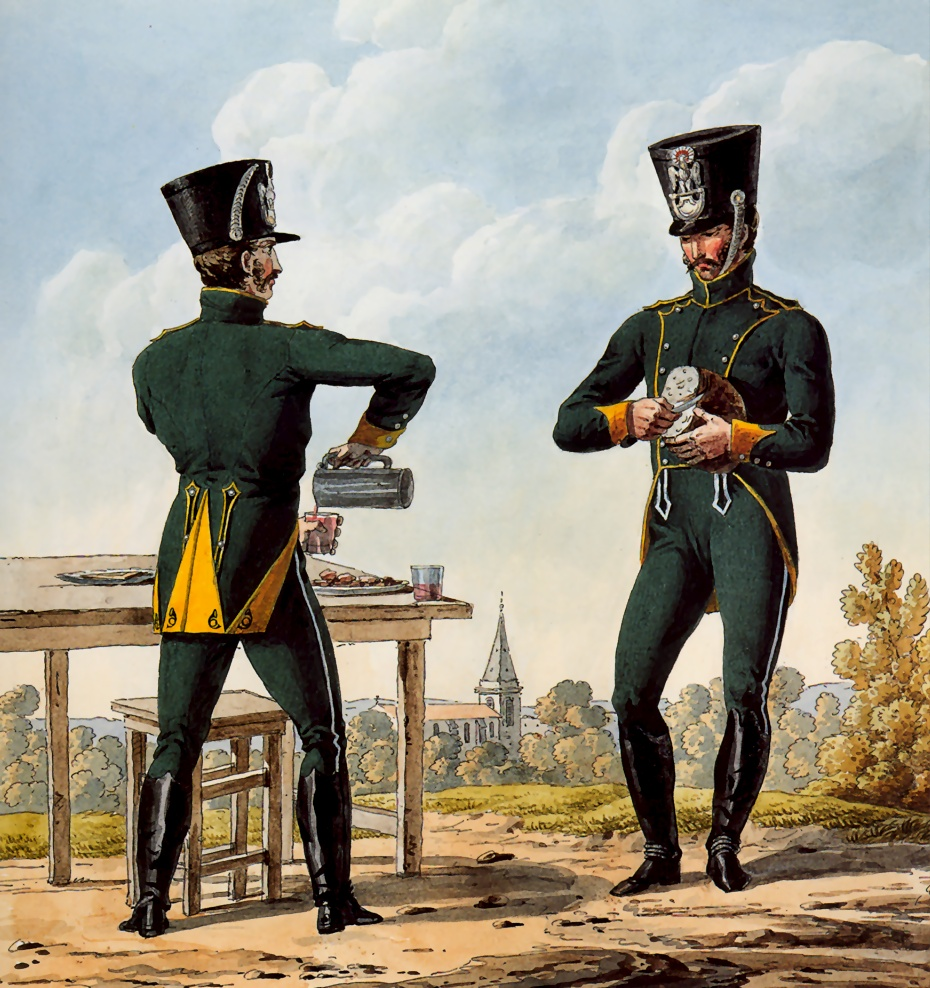
Chasseurs des 5^{e} régiment de chasseurs à cheval der Grande Armée, Illustration von Vernet aus der Serie La grande armée de 1812

## Einsatzgeschichte

### Ancien Régime
- 1675 bis 1678: Verlegung nach Sizilien (Holländischer Krieg)
- 1681: Belagerung von Straßburg
- 1684: Belagerung von Luxemburg
- 1688 bis 1697: Pfälzischer Erbfolgekrieg
- 1701 bis 1713: Spanischer Erbfolgekrieg
- 1733 bis 1735: Polnischer Erbfolgekrieg
- 1740 bis 1748: Österreichischer Erbfolgekrieg
- 1756 bis 1763: Siebenjähriger Krieg

### Revolutionskriege und Kriege des Kaiserreichs
- 1792 bis 1795: bei der Armée du Nord (Nordarmee)
- 1796 bis 1797: bei der  Armée de Sambre-et-Meuse
- 1799: bei der Armée du Danube (Donauarmee)
- 1800: bei der Armée du Rhin (Rheinarmee)
- 1805: bei der Grande Armée
  - Teilnahme an der Schlacht bei Austerlitz
- 1808 bis 1813: Spanischer Unabhängigkeitskrieg
- 1813: Feldzug in Deutschland
  - Völkerschlacht bei Leipzig
- 1814: Spanischer Unabhängigkeitskrieg, Feldzug in Frankreich
  - Schlacht bei Orthez

### 1815 bis 1848
- 1823: Französische Invasion in Spanien
- 1845 bis 1849: Eroberung Algeriens

### Zweites Kaiserreich

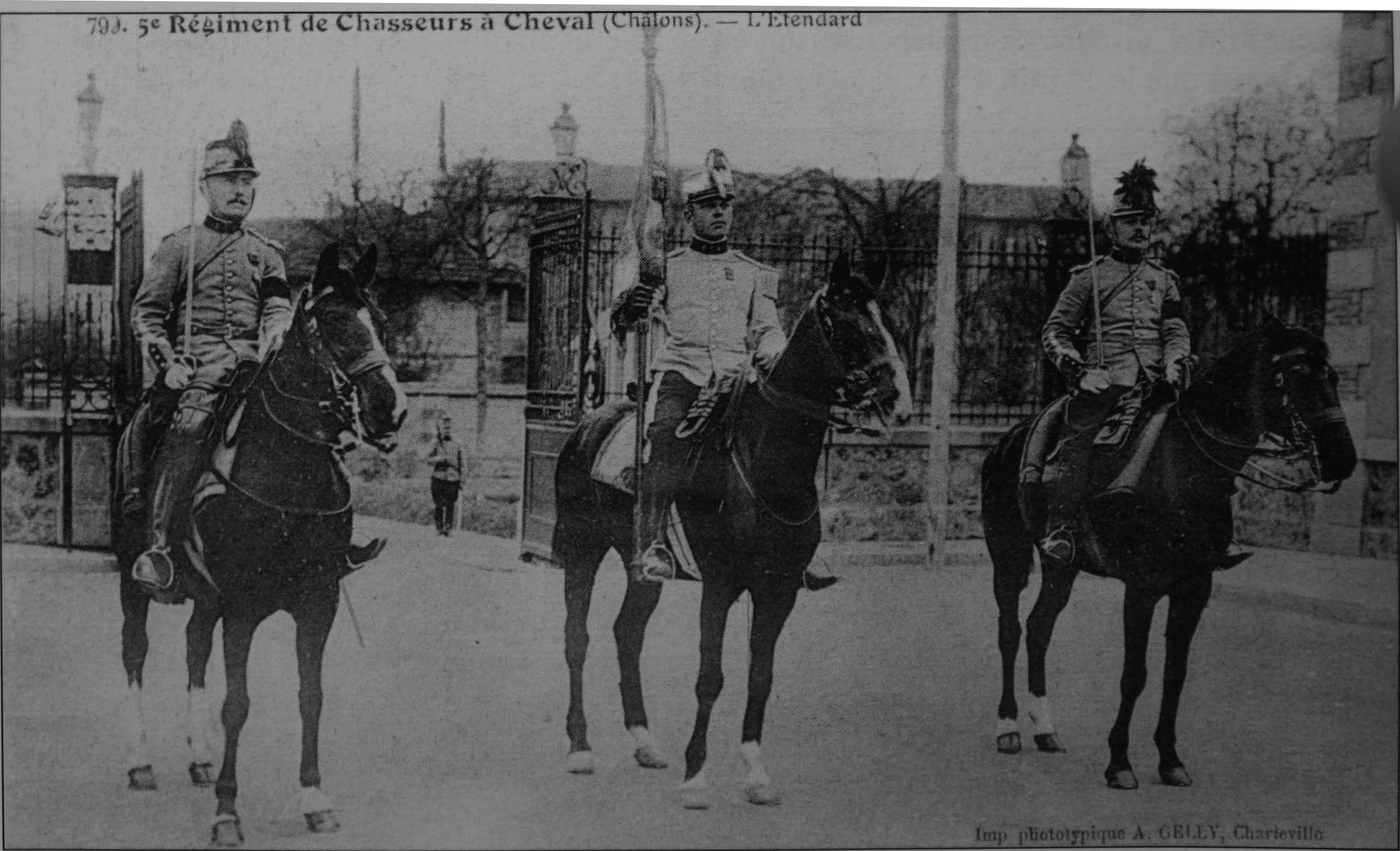
Standartenkommando etwa 1905

- - Schlacht bei Spichern

### Erster Weltkrieg
1914 lag das Regiment in Châlon sur Marne in Garnison. Es war von August 1914 bis November 1918 Teil der „5e brigade de cavalerie légère“ (5. Leichte Kavalleriebrigade), die zur „5e division de cavalerie“ (5. Kavalleriedivision) gehörte.
Das Regiment war während des ganzen Krieges beritten.

#### 1914
- August: Als Teil des „Corps de cavalerie Sordet“ nahm das Regiment an der Schlacht bei Charleroi, danach Versetzung zum „Corps de cavalerie Conneau“.
- September: an der Oise
- Schlacht an der Ourcq
- Oktober bis November: Wettlauf zum Meer, Region Somme, Artois und Flandern, Schlacht an der Yser.

#### 1915
- April bis Dezember: im Artois

#### 1916
- Januar bis Juli: im Artois
- August: an der Marne
- September bis Dezember: in Lothringen

#### 1917
- Schlacht an der Aisne

#### 1918
- April bis Mai: in der Picardie, Operation Michael, Schlacht an der Avre
- Juni bis Juli: an der Marne, Schlacht an der Marne
- September bis November: in der Champagne

### Zweiter Weltkrieg
- Von 1929 bis 1964 war das Regiment nicht aktiv.

## Kampffahrzeuge 1964 bis 1994
- Kampfpanzer M47
- AMX-13 90 mm Kanonenjagdpanzer
- AMX-30 B1 mittlere Kampfpanzer

Vom Regiment eingesetzte Fahrzeuge
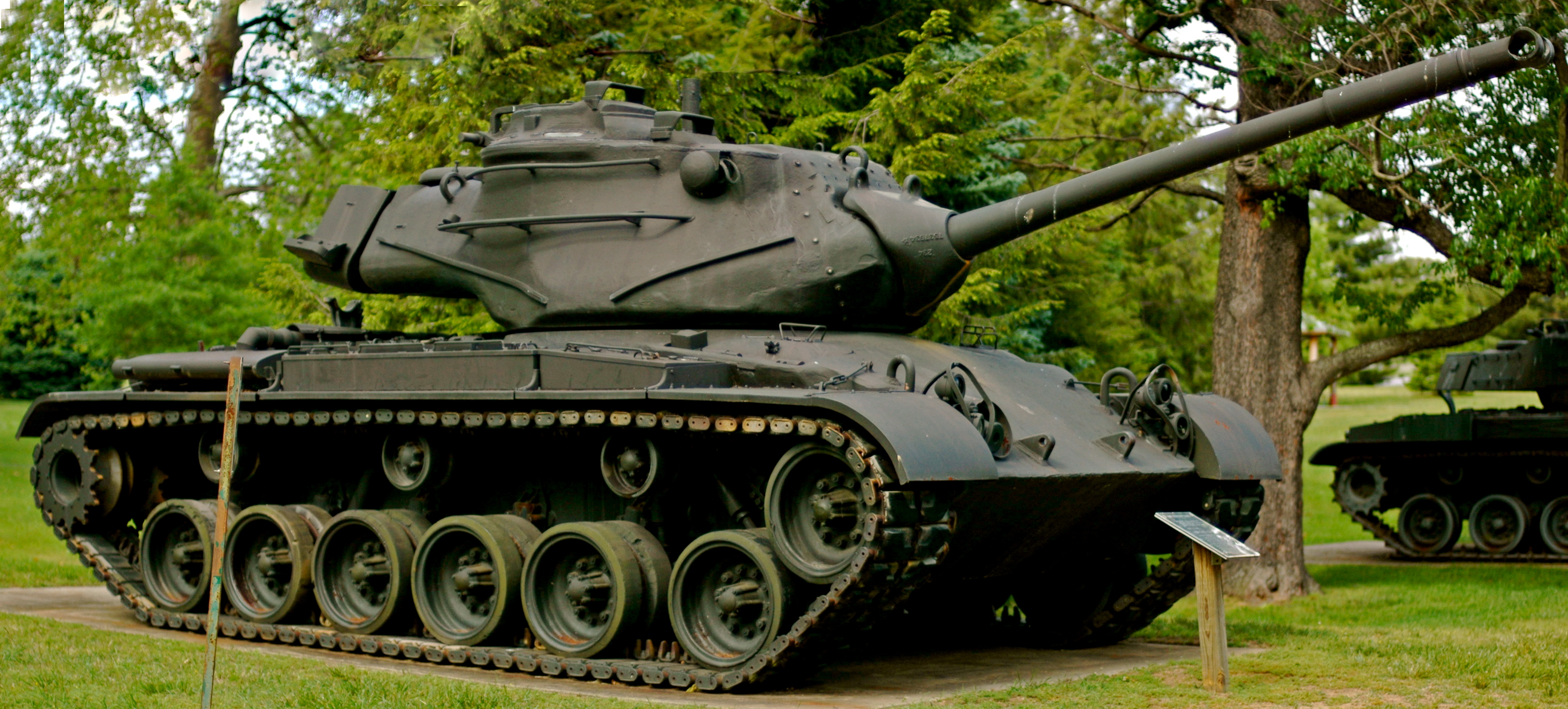
M47
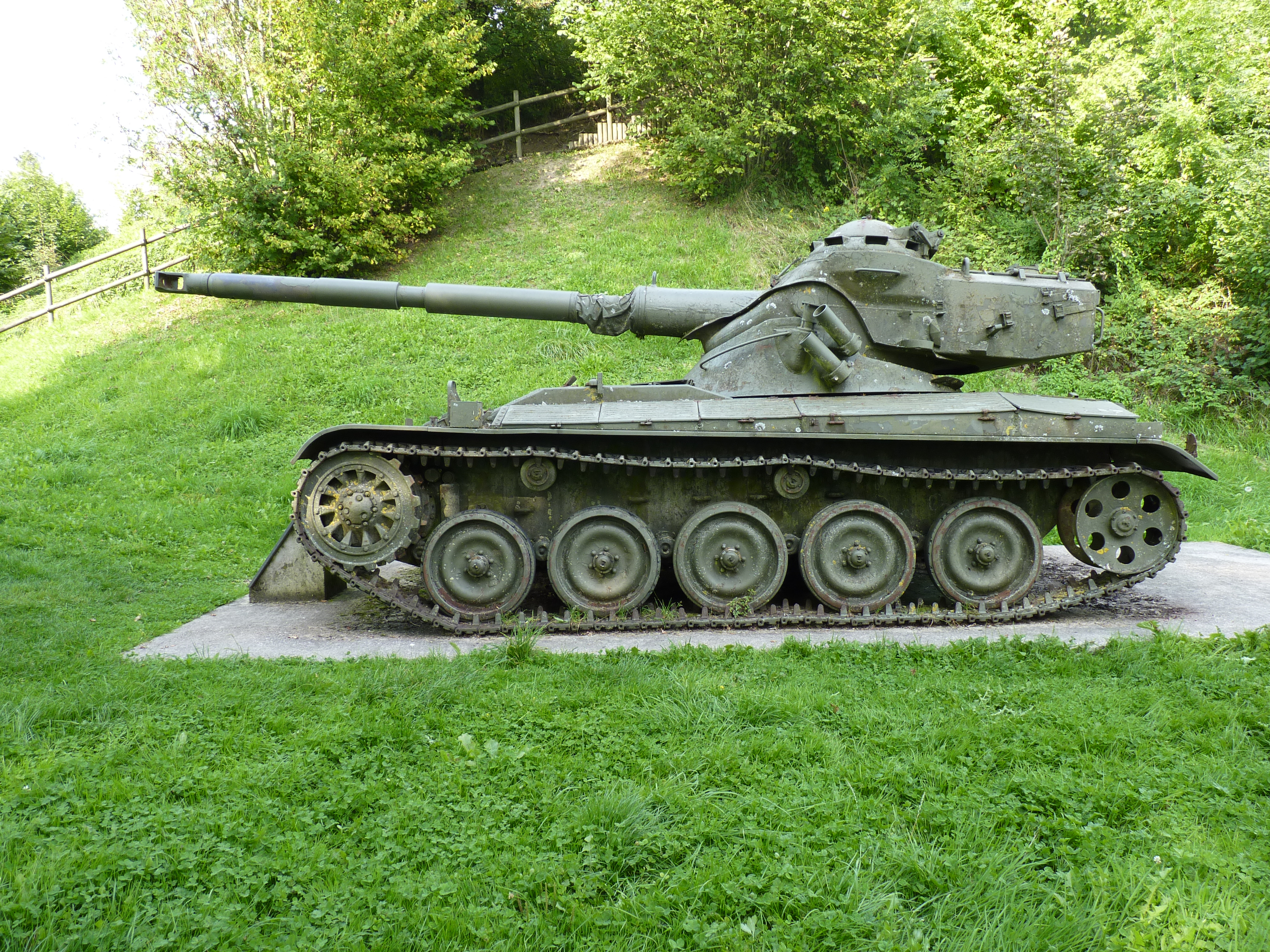
AMX 13
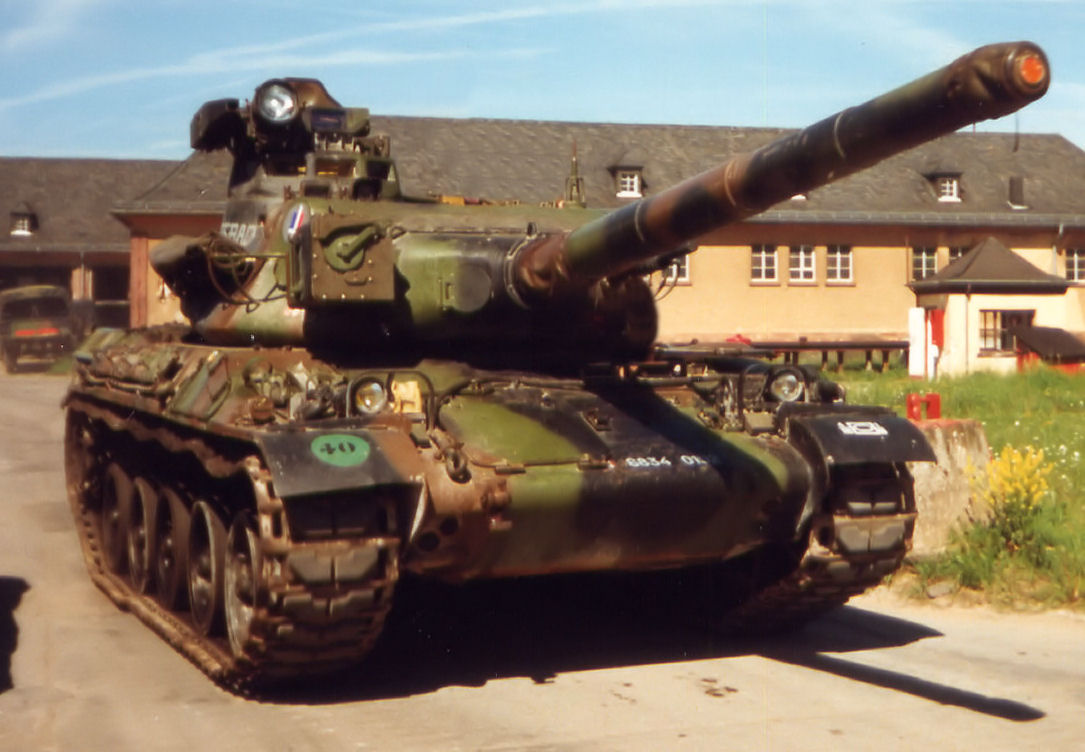
AMX 30

## Devise
Ableitung aus dem ersten Petrusbrief Kapitel 1 Vers 8:

„Seid nüchtern und wachet; denn euer Widersacher, der Teufel, geht umher wie ein brüllender Löwe und sucht, welchen er verschlinge.“

## Verbandsabzeichen
Das Verbandsabzeichen aus grüner Emaille mit silbernem Rand zeigt symbolisch dargestellt, das Wappen des Hauses Hainaut (drei schwarze Sparren auf goldenem Grund) zur Erinnerung an den Namen „Chasseurs du Hainaut“, den das Regiment von 1788 bis 1791 getragen hat. Darauf aufgelegt ein erhabenes, silbernes Einhorn, als Abzeichen des „Centre d'instruction“ (Ausbildungszentrum), aus dem das Regiment 1964 neu gebildet worden war.

## Inschriften auf der zuletzt geführten Standarte
In goldenen Lettern sind auf der Standarte die herausragenden Schlachten und Feldzüge aufgeführt, an denen das Regiment teilgenommen hat:

Standarte des Regiments in vereinfachter Form

## Auszeichnungen
Das Fahnenband ist dekoriert mit:

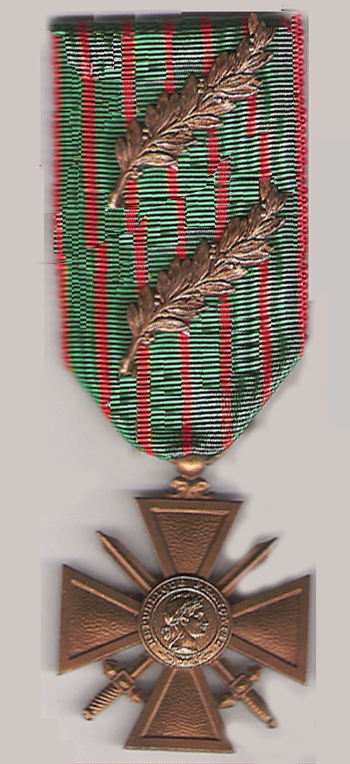
Das an das Regiment verliehene Croix de guerre

- dem Croix de guerre 1914–1918 mit zwei Palmenzweigen
- der Fourragère in den Farben des Croix de guerre 1914 bis 1918

## Besonderheiten
Im Jahre 1790 war das Regiment bei der Niederschlagung der Meuterei in Nancy eingesetzt.